# Trittame gracilis
Trittame gracilis is een spinnensoort uit de familie Barychelidae. De soort komt voor in Queensland.